# 洪雅曾家園
洪雅曾家園位於四川省眉山市洪雅縣柳江鎮，文物遺址年代判定為1937年。2007年6月1日公佈為四川省第七批文物保護單位。2013年3月5日列為第七批全國重點文物保護單位。。